# Фомбіо
Фомбіо (італ. Fombio) — муніципалітет в Італії, у регіоні Ломбардія, провінція Лоді.
Фомбіо розташоване на відстані близько 430 км на північний захід від Рима, 55 км на південний схід від Мілана, 25 км на південний схід від Лоді.
Населення — 2313 осіб (2014).

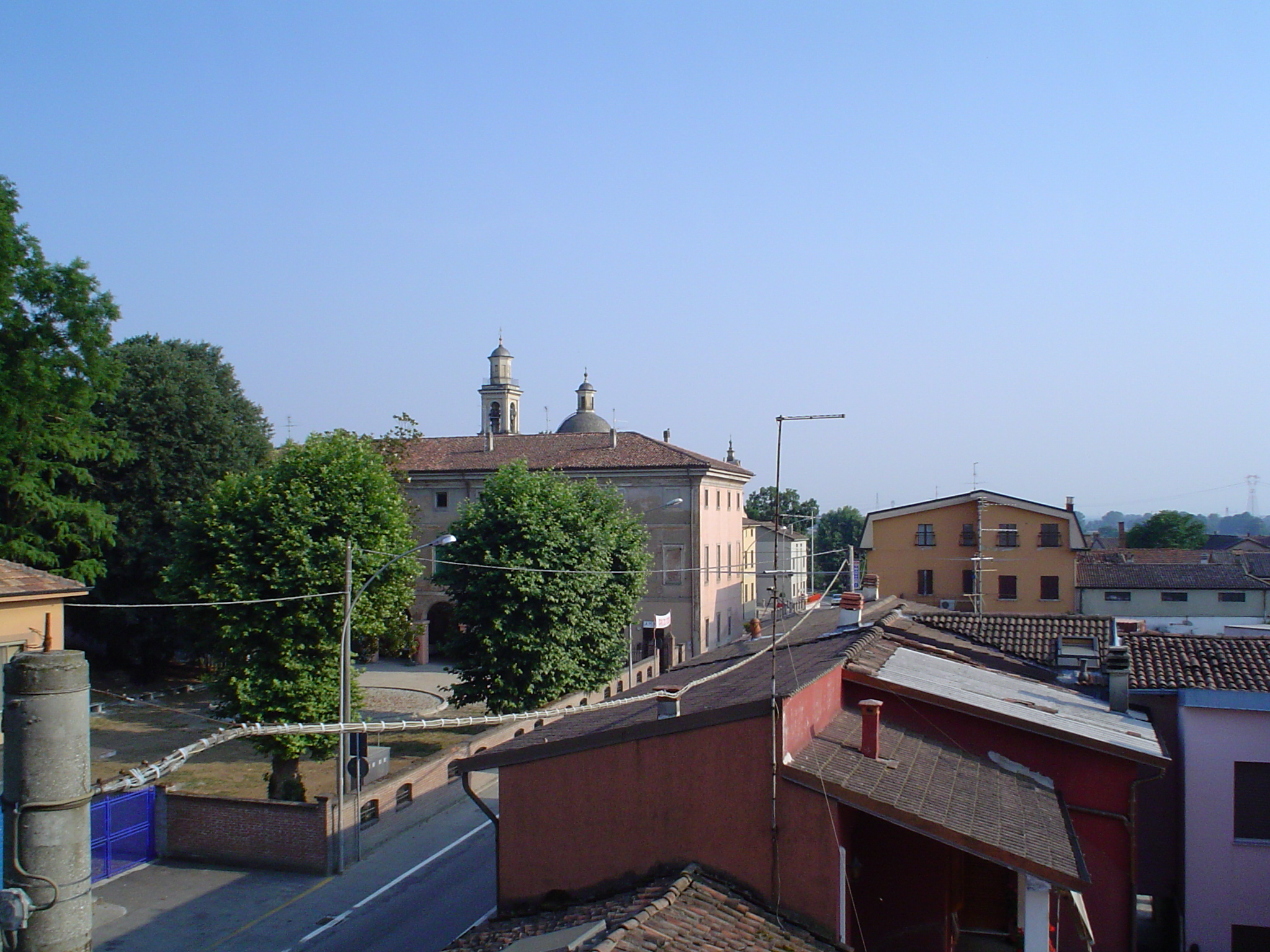

Щорічний фестиваль відбувається 16 липня. Покровитель — Beata Vergine Maria del Monte Carmelo.

## Демографія
Населення за роками:

Станом на 1 січня 2023 року в муніципалітеті офіційно проживало 117 іноземців з 29 країн, серед них 40 громадян країн Євросоюзу та 8 громадян України.

## Сусідні муніципалітети
- Кодоньо
- Гуардамільйо
- Сан-Фьорано
- Сан-Рокко-аль-Порто
- Санто-Стефано-Лодіджано
- Сомалья